# Al-Hasakah
Al-Hasakah (tiếng Ả Rập: الحسكة, tiếng Kurd: Hesîçe, tiếng Syriac: ܚܣܟܗ, đã Latinh hoá: Ḥasake, tiếng Thổ Nhĩ Kỳ: Haseke) còn được gọi là Al-Hasakeh, Al-Kasaka hoặc đơn giản là Hasakah, là thủ phủ của tỉnh Al -Hasakah Governorate và nó nằm ở góc đông bắc của Syria. Với dân số 188.160 người vào năm 2004, Al-Hasakah là một trong mười thành phố lớn nhất của Syria và lớn nhất trong tỉnh. Đây là trung tâm hành chính của Nahiyah ("huyện") gồm 108 làng với dân số kết hợp là 251.570 vào năm 2004.
Al-Hasakah có nhiều dân tộc khác nhau, người Kurds, Ả Rập, và một số ít người Armenia. Sông Khabur chạy qua Al-Hasakah và phần còn lại của tỉnh.
Al-Hasakah cách thành phố nằm ở biên giới với Thổ Nhĩ Kỳ Qamishli 80 km về phía Nam. Sông Khabur, một nhánh của sông Euphrates chảy qua thành phố, từ Ras al-Ayn, một thị trấn biên giới khác. Sông Jaghjagh chảy vào sông Khabur ở Al-Hasakah.

## Khí hậu
Al-Hasakah có khí hậu bán khô cằn (BSh) với mùa hè rất nóng và mùa đông ướt lạnh.

## Lịch sử

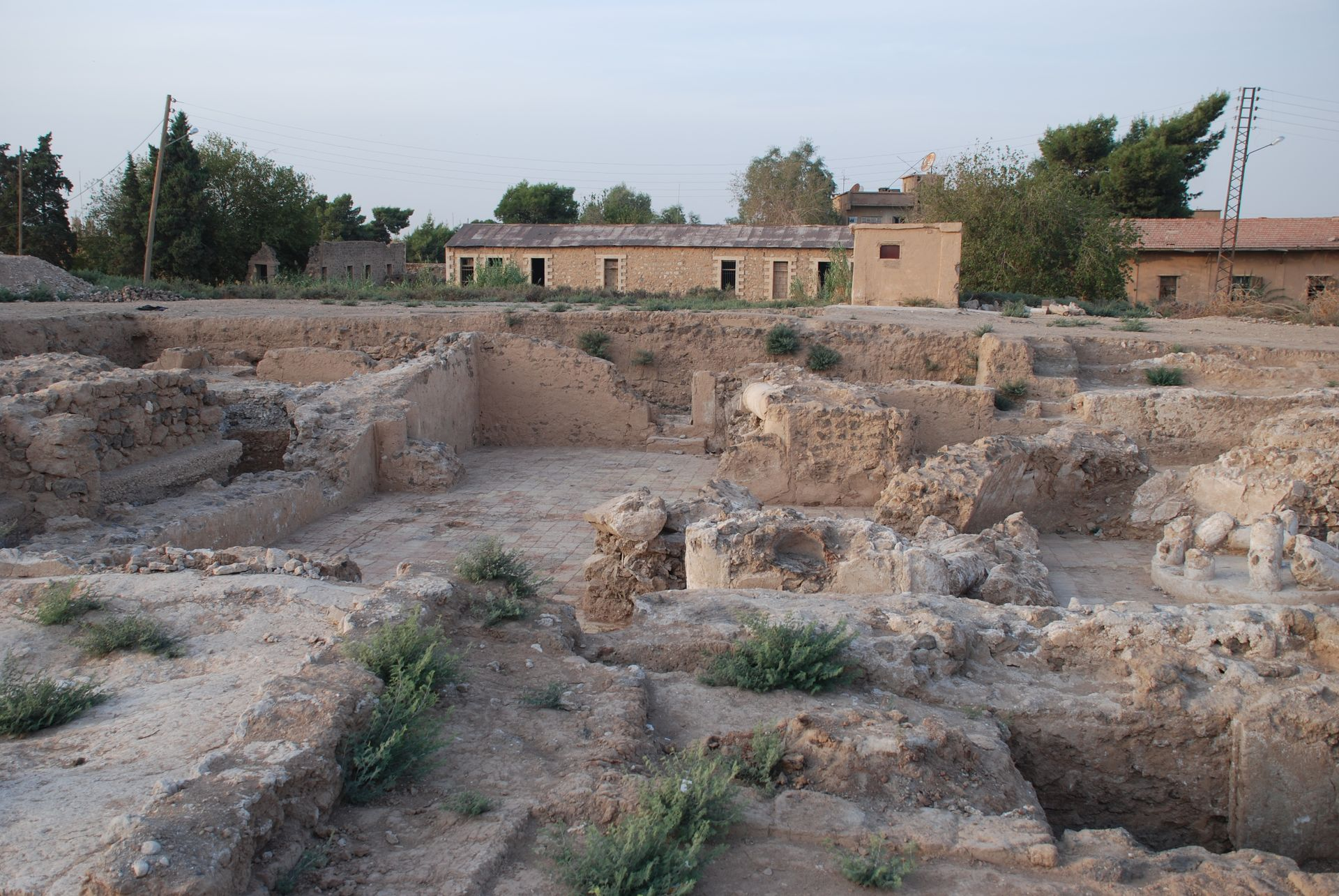
Các cuộc khai quật vào năm 2007 trên đồi Citadel. Các doanh trại thuộc chính quyền Pháp, Tiểu đoàn Levant ở đằng sau.

### Cuộc nội chiến Syria
Ngày 26 tháng 1 năm 2011, trong một trong những sự kiện đầu tiên của cuộc nổi dậy, Hasan Ali Akleh từ Al-Hasakah đổ xăng vào mình và tự thiêu, theo cùng một cách mà Mohamed Bouazizi, người tunesia, đã làm tại Tunis ngày 17 tháng 12 năm 2010. Theo các nhân chứng, hành động đó là "một cuộc phản kháng chống lại chính phủ Syria" . Năm 2012, Al-Hasakah nơi có dân số lớn người Kurd, bắt đầu chứng kiến sự phản đối của hàng nghìn người chống lại chính phủ Syria. Từ năm 2013, các lực lượng dân quân liên quan đến đảng Liên minh Dân chủ Kurd (PYD), Các đơn vị Bảo vệ Nhân dân (YPG), kiểm soát các quận người Kurd và các quận Ả Rập của chính phủ. Cũng có những cuộc đụng độ trong thành phố giữa một nhóm nổi dậy Ả Rập và YPG.
Trong trận Hasakah vào mùa hè năm 2015, chính phủ Syria đã mất nhiều khu vực kiểm soát lớn ở thành phố vào tay nhà nước Hồi giáo Iraq và Levant (ISIL) sau đó đã bị Phòng Bảo vệ Nhân dân chiếm giữ (YPG). Sau đó, khoảng 75% Hasakah và tất cả các vùng nông thôn nằm dưới sự kiểm soát của Liên bang Bắc Syria - Rojava, trong khi đó chỉ có một số khu phố nội thành được kiểm soát bởi Chính phủ Syria  Vào ngày 1 tháng 8 năm 2016, Hội đồng Dân chủ Syria mở một văn phòng công cộng ở Al-Hasakah.
Vào ngày 16 tháng 8 năm 2016, cuộc chiến al-Hasakah (2016) bắt đầu, với các lực lượng liên quan với Rojava nắm quyền kiểm soát các khu vực còn lại do những người trung thành với Assad giữ. Ngày 23 tháng 8 năm 2016, một thỏa thuận giữa YPG và Quân đội Syria đã cho phép Al-Hasakah hoàn toàn giải phóng khỏi các lực lượng của chính phủ Syria. Al-Hasakah kể từ đó được tự quản tại Jazira Canton trong khuôn khổ Liên bang tự trị thực sự của Bắc Syria - Rojava.

#### Khu vực An ninh Hasakah
Khu vực An ninh Hasakah là một khu vực của chính phủ Syria nằm trong al-Hasakah, được thành lập vào tháng 8 năm 2016. Nó bao gồm nhà tù, văn phòng nhập cư, tòa nhà thị trưởng, trụ sở cảnh sát, và trung tâm chỉ huy quân đội địa phương.
Sau trận đánh thứ hai ở thành phố vào năm 2015, chính phủ Syria kiểm soát 25% thành phố trong khi Rojava kiểm soát 75%. Vào ngày 16 tháng 8 năm 2016, một cuộc chiến đấu nhỏ đã bùng nổ thành trận al-Hasakah lần thứ ba giữa chính phủ Syria và Rojava tranh giành al-Hasakah. Sau khi trận chiến kéo dài một tuần, Rojava kiểm soát được 95% thành phố.
Nga đã trung gian giữa 2 bên đưa tới một cuộc ngưng bắn vào ngày 23 tháng 8 năm 2016. Lực lượng Vũ trang Syria và Lực lượng bảo vệ quốc gia Syria (NDF) bị trục xuất khỏi thành phố và không được trở lại. Chỉ những nhân viên cảnh sát dân sự và lực lượng bộ nội vụ mới được phép trở lại khu vực an ninh để bảo vệ các tòa nhà của chính phủ.